# Melinda Kgadiete
Melinda Kgadiete, née le 21 juillet 1992 à Mthatha, est une footballeuse sud-africaine évoluant au poste d'attaquante.

## Biographie

### Carrière en club
Melinda Kgadiete joue dans son adolescence dans le club sud-africain de Birmingham City, lorsqu'elle est repérée en 2014 par les Bloemfontein Celtics, club où elle passe six années. Elle devient joueuse des Mamelodi Sundowns en 2020 et remporte la première édition de la Ligue des champions africaine en 2021.

### Carrière en sélection
Avec l'équipe d'Afrique du Sud, Melinda Kgadiete dispute la Coupe d'Afrique des nations 2018 au Ghana, atteignant la finale de la compétition. Elle dispute ensuite le Championnat féminin du COSAFA 2021, terminant à la quatrième place, et remporte la Aisha Buhari Cup 2021 au Nigeria.

## Palmarès
- Vainqueur de la Coupe d'Afrique des nations 2022 avec l'équipe d'Afrique du Sud